# NGC 3240
NGC 3240 (również PGC 30515) – galaktyka spiralna (Sc), znajdująca się w gwiazdozbiorze Hydry. Odkrył ją John Herschel 20 marca 1835 roku.
W galaktyce tej zaobserwowano supernową SN 2001M.